# Pittosporum ralphii
Pittosporum ralphii är en tvåhjärtbladig växtart som beskrevs av Thomas Kirk.
Pittosporum ralphii ingår i släktet Pittosporum och familjen Pittosporaceae. Inga underarter finns listade i Catalogue of Life.

## Bildgalleri

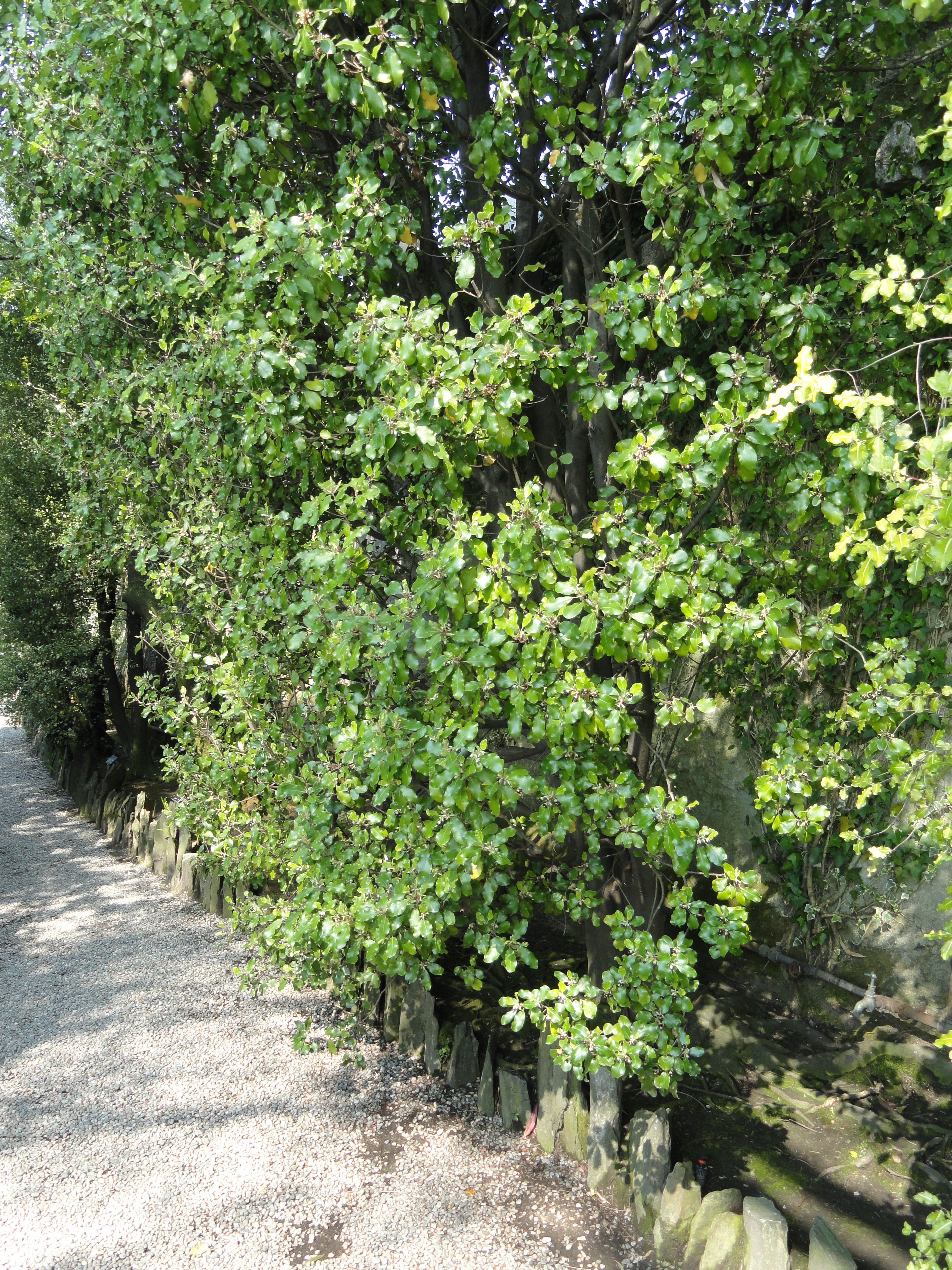
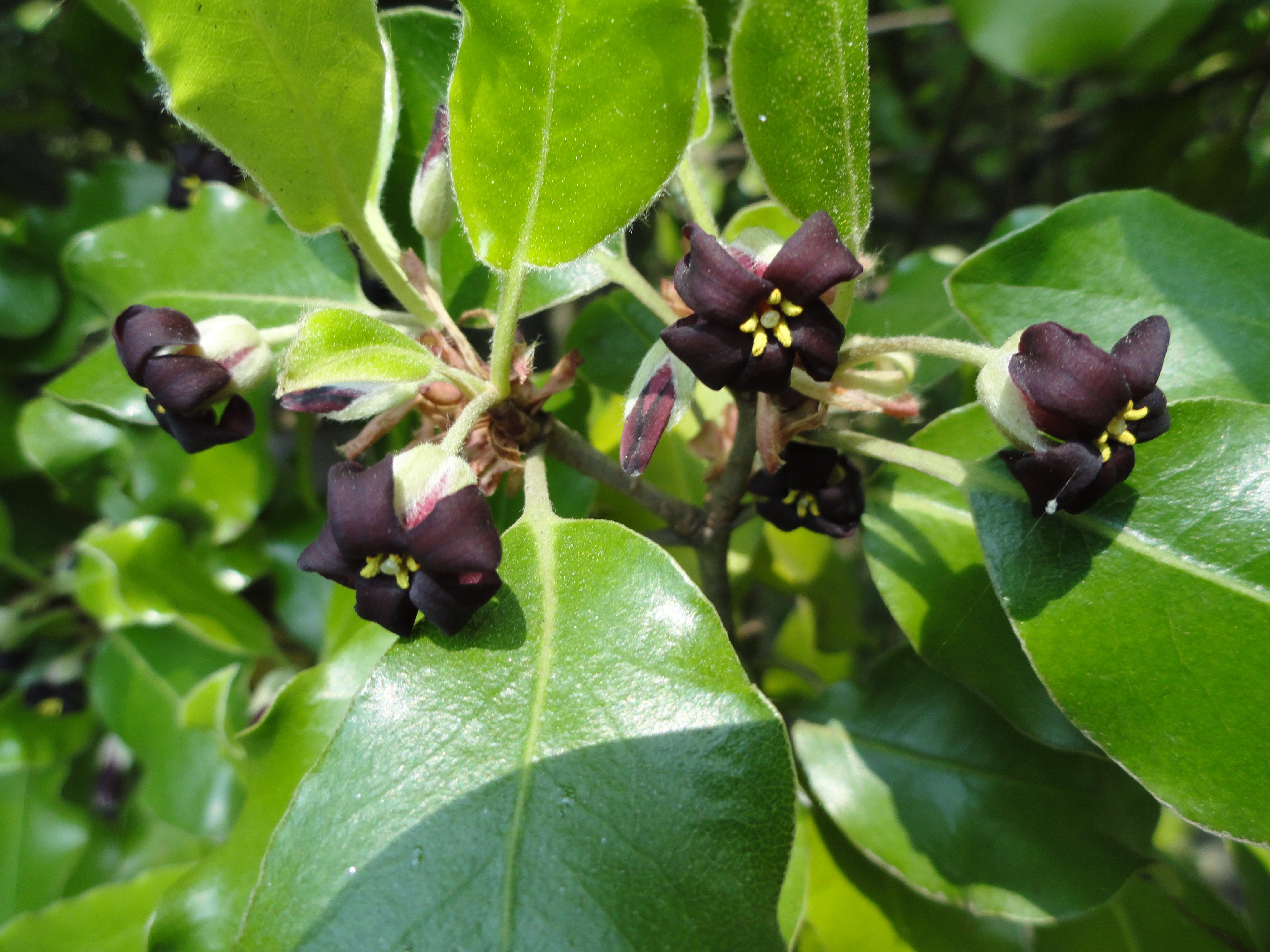